# Scalamedia
Die Scalamedia GmbH war ein deutsches Synchronstudio mit Hauptgeschäftssitz in München.
Die Firma wurde 1997 von Anatol Holzach gegründet. Die zwei Aufnahmestudios befanden sich in München und Berlin. Am 17. Juni 2020 gab die Iyuno Media Group den Erwerb der Firma bekannt. Die Studios der ehemaligen Scalamedia werden seither als Teil der Iyuno Germany GmbH betrieben.
Laut der Datenbank der Deutschen Synchronkartei übernahm Scalamedia bis März 2018 die Synchronisation von 453 Filmen und 143 Fernsehserien. Das Studio synchronisiert außerdem Computerspiele. Zu den bekanntesten synchronisierten Werken zählen How I Met Your Mother, Wie beim ersten Mal, Broken City, House of Cards und Scandal.
Das Unternehmen arbeitete bereits für Walt Disney Pictures, Universum Film GmbH, Paramount Pictures, Concorde Filmverleih, Constantin Film, DreamWorks SKG, RTL Group und ProSieben.

## Filme (Auswahl)
- 3 Days to Kill[4]
- 7 Sekunden[5]
- 96 Hours – Taken 2[6]
- Against the Dark[7]
- Alien Jäger – Mysterium in der Antarktis[8]
- American Crude[9]
- Arbitrage[10]
- Armored[11]
- Art School Confidential[12]
- Bats 2: Blutige Ernte[13]
- Ben Hur[14]
- Blutgericht in Texas[15]
- Bobby Jones – Die Golflegende[16]
- Breakin’ All the Rules[17]
- Brick Mansions[18]
- Broken City[19]
- Carandiru[20]
- Coco Chanel & Igor Stravinsky[21]
- Conspiracy – Die Verschwörung[22]
- Courageous – Ein mutiger Weg[23]
- Dead Man Down[24]
- Death Tunnel[25]
- Der Glücksbringer[26]
- Der Herr des Hauses[27]
- Der Teufelsgeiger[28]
- Der Tintenfisch und der Wal[29]
- Der blutige Pfad Gottes 2[30]
- Der ganz normale Wahnsinn – Working Mum[31]
- Detention – Nachsitzen kann tödlich sein[32]
- Diana – Die letzten 24 Stunden[33]
- Die Beschissenheit der Dinge[34]
- Die Pute von Panem – The Starving Games[35]
- Die Solomon Brüder[36]
- Die Wahrheit über Männer[37]
- Düstere Legenden 3[38]
- Easy Virtue – Eine unmoralische Ehefrau[39]
- Find Me Guilty – Der Mafiaprozess[40]
- Gegen jeden Zweifel[41]
- Getaway[42]
- Hepzibah – Sie holt dich im Schlaf[43]
- Hollow Man 2[44]
- Honest Thief[45]
- Hostel 3[46]
- Ich weiß, wer mich getötet hat[47]
- Ich werde immer wissen, was du letzten Sommer getan hast[48]
- Im Netz der Versuchung
- In ihren Augen[49]
- In the Land of Blood and Honey[50]
- Insidious[51]
- Insidious: Chapter 2[52]
- Jimmy P.[53]
- Kifferwahn[54]
- Kings of South Beach[55]
- Kursk[56]
- Lady Vegas[57]
- Lagaan – Es war einmal in Indien[58]
- Lawless – Die Gesetzlosen[59]
- Let Me In[60]
- Lockout[61]
- London – Liebe des Lebens?[62]
- London Boulevard[63]
- Love Is All You Need[64]
- Machete Kills[65]
- Maquia – Eine unsterbliche Liebesgeschichte[66]
- Mercy Streets – Straße der Vergebung[67]
- Olympus Has Fallen – Die Welt in Gefahr[68]
- Operation: Endgame[69]
- Portugal, mon amour[70]
- Road House 2[71]
- Sarahs Schlüssel[72]
- Spiel auf Bewährung[73]
- Spring Breakers[74]
- Spy Girls – D.E.B.S.[75]
- Stomp the Yard[76]
- Stormbreaker[77]
- Straw Dogs – Wer Gewalt sät[78]
- Street Style[79]
- Swinging with the Finkels[80]
- The Cabin in the Woods[81]
- The Cottage[82]
- The Forbidden Kingdom[83]
- The Lucky Ones[84]
- The Marksman – Zielgenau[85]
- The Quiet – Kannst du ein Geheimnis für dich behalten?[86]
- The Romantics[87]
- The Stepfather[88]
- This Christmas[89]
- Tokyo Godfathers[90]
- Väter und andere Katastrophen[91]
- William & Kate – Ein Märchen wird wahr[92]
- Zoom – Akademie für Superhelden[93]

## Fernsehserien (Auswahl)
- Afterworld[94]
- Ash vs. Evil Dead[95]
- Back in the Game[96]
- Beautiful People[97]
- Black Sails[98]
- Crematorio – Im Fegefeuer der Korruption[99]
- Damages – Im Netz der Macht[100]
- Defying Gravity[101]
- Die Tudors[102]
- Drop Dead Diva[103]
- Franklin & Bash[104]
- How I Met Your Mother[105]
- Jake 2.0[106]
- Jericho – Der Anschlag[107]
- Justified[108]
- Kidnapped – 13 Tage Hoffnung[109]
- Legend of the Seeker – Das Schwert der Wahrheit[110]
- Life on Mars[111]
- Lilyhammer[112]
- Magic City[113]
- Meine Schwester Charlie[114]
- Mensch, Derek![115]
- October Road[116]
- Once Upon a Time in Wonderland[117]
- Primeval – Rückkehr der Urzeitmonster[118]
- Primeval: New World[119]
- Rescue Me[120]
- Scandal[121]
- Shit! My Dad Says[122]
- Spartacus: Blood and Sand[123]
- Spartacus: Gods of the Arena[124]
- Suburgatory[125]
- Sue Thomas: F.B.I.[126]
- The Blacklist[127]
- The Crazy Ones[128]
- The Forgotten – Die Wahrheit stirbt nie[129]
- The Glades[130]
- The Guardian – Retter mit Herz[131]
- The Mob Doctor[132]
- The New Normal[133]
- The Night Shift[134]
- The Purge – Die Säuberung[135]
- The Secret Circle[136]
- The Unusuals[137]
- The White Queen[138]
- The Young and the Restless[139]
- Threat Matrix – Alarmstufe Rot[140]
- Tremé[141]
- Web Therapy[142]
- Worst Week[143]